# V (cantant)
Kim Taehyung (Hangul: 김태형; Daegu, 30 de desembre de 1995) és un artista sud-coreà conegut pel seu nom artístic V. És cantant, model, actor, ballarí i compositor. Actualment es membre de la banda BTS, amb la discogràfica Big Hit Entertainment.

## Biografia
Taehyung va néixer el 30 de desembre de 1995 en Seu-gu, Daegu, Corea del Sud. En la seva adolescència va estudiar a la Korea Arts School, on es va graduar el 2014. Uns anys després es va graduar a la Global Cyber University. Es va incorporar a Big Hit al 2011 després de fer una audició amb èxit, esdevenint l'únic acceptat en la seva regió.

## Carrera
Es va unir a Big Hit Entertainment el 2011. El seu període de trainee va durar tres anys i va ser preparat en l'àmbit del cant, ball, rap i idiomes. Després d'aquest període d'entrenament es va unir a BTS.
El 2 de juny del 2013 es va revelar la primera imatge teaser de V després de conèixer els altres membres de la banda, ja que va ser l'últim membre en ser revelat. Tot i ser l'últim membre revelat del grup la seva popularitat va créixer de seguida i va ser el primer membre amb club de fans. Aquell mateix mes es va donar a conèixer la llista del seu àlbum "2 COOL 4 SKOOL". El 12 de juny de 2013, V va debutar oficialment com a membre de BTS amb el treball No more dream en el canal de Youtube oficial del grup. El 13 de juny de 2013 van fer el seu debut professional en el popular programa musical surcoreà M! Countdown.
L'11 de setembre del mateix any van publicar un altre disc anomenat N.O amb més de 200.000 visites en menys d'un dia. El 29 de desembre de 2014 va cantar "Someone Like You" la coneguda cançó de Adele com a regal per a les fans. L'1 de febrer de 2016, es va anunciar que V i Kim Min Jae participarien en el programa Celebrity Bromance de la MBC. El primer episodi es va transmetre el 4 de febrer en MBig TV. El mateix mes, es va confirmar que V faria el seu debut com a actor en el drama històric Hwarang: The Beginning, que es va emetre a mitjans del 2016 per la KBS 2TV. Va formar part de la banda sonora del drama en el qual participava Hwarang: The Beginning al costat del seu company i membre de BTS, Jin, amb el tema «Even If I Die, It's You».

## Discografia
| Títol                                                                                                 | Any                     | Posicionament en llistes | Posicionament en llistes | Vendes                  | Àlbum                               |
| Títol                                                                                                 | Any                     | KOR Gaon                 | US World                 | Vendes                  | Àlbum                               |
| Com a artista principal                                                                               | Com a artista principal | Com a artista principal  | Com a artista principal  | Com a artista principal | Com a artista principal             |
| --- | ----------------------- | ------------------------ | ------------------------ | ----------------------- | ----------------------------------- |
| «Stigma»                                                                                              | 2016                    | 26                       | 10                       | - KOR: 96,222           | Wings                               |
| Aparicions en bandes sonores                                                                          |                         |                          |                          |                         |                                     |
| «Even If I Die, It's You»(amb Jin)                                                                    | 2016                    | 34                       | —                        | - KOR: 138 372+         | Hwarang: The Poet Warrior Youth OST |
| «─» indica que el llançament no es va posicionar en la llista o no es va llançar en aquest territori. |                         |                          |                          |                         |                                     |

## Filmografia

### Programes de televisió
| Any  | Títol                             | Paper                | Cadena       | Notes                             |
| ---- | --------------------------------- | -------------------- | ------------ | --------------------------------- |
| 2013 | Rookie King: Channel Bangtan      | Convidat             | SBS MTV      | Ep.1-8 amb BTS                    |
| 2013 | After School Club                 | Convidat             | Arirang      | Ep. 24 amb BTS                    |
| 2014 | BTS China Job                     | Convidat             | YinYueTai    | Ep.1-3, Documental de BTS         |
| 2014 | Idol Star Athletics Championships | Concursant           | MBC          | amb BTS                           |
| 2014 | After School Club                 | Convidats            | Arirang      | Ep. 46 amb BTS                    |
| 2014 | Beatles Code 3D                   | Convidats            | Mnet         | Ep. 15 amb BTS                    |
| 2014 | Weekly Idol                       | Convidats            | MBC Every1   | Ep. 144 amb BTS                   |
| 2014 | 4Things                           | Convidats            | Mnet         | Ep. 3 (Documental de Rap Monster) |
| 2014 | American Hustle Life              | Convidat             | Mnet         | Ep.1-8 bersama BTS                |
| 2014 | After School Club                 | Convidats            | Arirang      | Ep. 95 amb BTS                    |
| 2014 | GO! BTS                           | Convidat             | Mnet America | amb BTS                           |
| 2014 | A Song For You 3                  | Convidats            | KBS          | Ep. 12 amb BTS                    |
| 2015 | Idol Show                         | Convidat             | YinYueTai    | Ep. 2 amb BTS                     |
| 2015 | After School Club                 | Convidat             | Arirang      | Ep.158 amb BTS                    |
| 2015 | Hello Counselor                   | Convidat             | KBS World    | Ep. 223 amb Rap Monster           |
| 2015 | Star King                         | Convidat             | SBS          | Ep. 413 amb Rap Monster           |
| 2015 | Crisis Escape No.1                | Convidat             | KBS 2TV      | amb BTS                           |
| 2015 | Weekly Idol                       | Convidat             | MBC Every1   | Ep. 203 amb BTS                   |
| 2015 | Yaman TV                          | Convidat             | Mnet         | Ep. 23 & 24 amb BTS               |
| 2015 | Idol Star Athletics Championships | Concursant           | MBC          | Tim Who's The Boss                |
| 2015 | Weekly Idol                       | Convidat             | MBC Every1   | Ep. 229 amb BTS                   |
| 2015 | After School Club                 | Convidat             | Arirang      | Ep. 191 amb BTS                   |
| 2016 | Star King                         | Convidat             | SBS          | amb J-Hope                        |
| 2016 | Idol Star Athletics Championships | Concursant           | MBC          | amb BTS                           |
| 2016 | Celebrity Bromance                | Convidat             | MBigTV       | Ep.1-4 amb Kim Min-jae            |
| 2016 | The Boss is Watching              | Estrelles convidades | SBS          | Ep. 1 amb BTS                     |
| 2016 | Hwarang                           | Seok Han Sung        | KBS2         | Ep 1-18                           |

### Hwarang: The Beginning
Hwarangs: The Beginning és un drama de Corea del Sud que es va emetre cada dilluns i dimarts a les 22:00 (KST) des del 19 de desembre de 2017 fins al 21 de febrer de 2017, a la cadena KBS. Aquest drama explica la història dels Hwarang (literalment 'la flor de la cavalleria'), una elit de joves que viuen al Regne de Silla. Representa la història dels Hwarang, que van viure a Seorabeol, la capital de la dinastia Silla, fa 1.500 anys. V participa en aquest drama com Seok Han Sung, el hwarang més jove, brillant i innocent. És l'últim jin-gol de wolseong.

### Aparicions en videoclips
| Any  | Cancó         | Artista |
| ---- | ------------- | ------- |
| 2012 | ''Im da One'' | Jo Kwon |